# نيكارزأولم
نيكارسولم (بالألمانية: Neckarsulm) مدينة في جنوب ألمانيا تقع شمال ولاية بادن فورتمبيرغ في مقاطعة هيلبرون قرب مدينة شتوتغارت وهي مدينة صناعية بها عدة مصانع من اشهرها مصانع شركة أودي وشركة ان اس يو.

## توأمة
لنيكارسولم اتفاقيات توأمة مع كل من:
- Carmaux [الإنجليزية]‏
- بورديغيرا
- غرينشين
- تشوباو
- Budakeszi [الإنجليزية]‏

## أعلام
- أوقست هيرولد
- بيتر شوبرت